# Pseudotrichia mutabilis
Pseudotrichia mutabilis är en svampart som först beskrevs av Christiaan Hendrik Persoon, och fick sitt nu gällande namn av Lewis Edgar Wehmeyer 1950. Enligt Catalogue of Life ingår Pseudotrichia mutabilis i släktet Pseudotrichia, ordningen Pleosporales, klassen Dothideomycetes, divisionen sporsäcksvampar och riket svampar, men enligt Dyntaxa är tillhörigheten istället släktet Pseudotrichia, familjen Melanommataceae, ordningen Pleosporales, klassen Dothideomycetes, divisionen sporsäcksvampar och riket svampar. Arten är reproducerande i Sverige. Inga underarter finns listade i Catalogue of Life.